# Культ каменной девочки
Культ каменной девочки (бел. Каменная дзяўчынка; на местном говоре: Каменная дзевачка) — традиция поклонения антропоморфным каменным крестам в деревнях Данилевичи и Боровое Лельчицкого района Гомельской области Беларуси. Культ является элементом женской субкультурной ритуальной традиции и реликтом некогда существовавшего древнего культа женских божеств.

## Описание
Каменная девочка в д. Данилевичи представляет выпирающий на 70 см из-под земли каменный крест. Имеет округлые формы и сглаженные переходы, что придаёт кресту человекоподобность. Верхняя часть каменного креста напоминает голову, а короткие боковые выступления — торс фигуры.
В д. Боровое каменная девочка имеет столбоподобную форму. Местные жители рассказывают, что ранее камень имел голову, грудь, руки, но люди отбили их.
Исследователями отмечается, что пластические приёмы, которые используются в каменных крестах Лельчицкого района, имеют сходство с другими известными примерами каменных крестов и каменных идолов на территории Беларуси (пример: Туровский крест).

## Традиция
Согласно местным преданиям, каменная девочка изначально была обычным ребёнком, но она ослушалась свою мать, за что была ей проклята. Жительница д. Данилевичи рассказывала:
Это давным-давно было. Тогда ещё всё делали вручную — и сеяли, и пахали, и жали. Ну, жать ведь вышла целая бригада, всё-таки поле-то наше было. Женщины ходили в поле с грудными детьми. Люльки с собой брали. И вот одна была уже девочка, лет двенадцать ей было. Да, пришли на поле, и мать снопы жала, а снопы надо было носить в кучу. Шла туча, и мать сказала дочери: «неси снопы в кучу, туча идёт». Она не послушалась. Второй раз — снова не послушалась. Тогда мать говорит: «чтоб ты камнем стала». Ну, и та девочка… стала камнем.Оригинальный текст (бел.)Это даўно-даўным было. Тагда шчэ ўсё ў ручную, і сеялі і аралі і жалі. Ну, жаць жа брыгада была, усё ж наша поле то ж было. Жэншчыны хадзілі з малымі груднымі дзецьмі ў поле. Калыскі бралі. І от адна ўжэ была дзевачка, лет 12-ць ёй было. Да, прышлі на поле, і маці снапы жала, а снапы нада ўжэ іх дакучы зносіць. Хмара. Яна раз сказала на тую дочку: знось снапы да кучы, бо хмара ідзе. Яна не паслухала. Другі раз — яна не паслухала. Яна кажа, штоб ты каменём стала. Ну, і тая дзевачка… стала каменём.
Поклонение каменной девочке происходит на Пасху. Женщины приносят каменному кресту оброк — яйца, хлеб, пирожки, деньги, полевые цветы. Каменный крест «одевают» и украшают разными элементами. Прошлогодние ткани снимались и сжигались. Для придания более человекоподобного вида кресту жительницы д. Боровое создавали из мха и травы подобие волос. Около камня женщины молятся Богу и поздравляют с Христовым воскресением. Жительницы местности считают «девочку» живой и, рассказывая о ней, выразительно сожалеют о судьбе ребёнка. Во время Пасхи крест и камень обнимают и просят помощи от болезней и несчастий.
Каменная девочка имеет большое значение для местных жительниц. Местные верят в то, что она влияет на будущие события, имеет силу менять их в хорошую либо в плохую сторону. Некогда в д. Данилевичи каменный крест перенесли с обочины поля на кладбище, где некогда стояла церковь. После этого в деревне стали умирать животные. Данный факт был воспринят деревенскими как знак недовольства креста, и после его вернули на прежнее место.
Культ обрёл важное социально-моральное значение для женской части деревенского социума. Каменная девочка, проклятая матерью, стала наглядным уроком и, таким образом, остерегает матерей проклинать своих детей.

## Научные гипотезы
Исследователями выдвинуто предположение, что каменные кресты некогда могли быть идолами, антропоморфным пластичным воплощением образов языческих божеств. С приходом христианства почитание трансформировалось в местный культ камней — «девочек» и обычай воссоздавать женский образ с помощью оброчных тканей. В пользу данной гипотезы говорит предание о насильственном изменении облика девочки в д. Боровое. Данное мнение также основано на сравнительно-художественном анализе каменных «девочек» с другими известными в Беларуси антропоморфными крестами либо каменными идолами.
Также выдвигалась гипотеза о сохранении в Восточном Полесье рудиментарной формы почитания женских божеств. Исследователи считают, что пережитки женских культов и магических практик в деревнях Лельчицкого района в дальнейшем помогут реконструировать славянские женские языческие культы.